# Circondario di Campagna
Il circondario di Campagna era uno dei circondari in cui era suddivisa la provincia di Salerno. Aveva una superficie di 1601 km² e comprendeva 35 comuni raggruppati in 9 mandamenti. Secondo il censimento del 31 dicembre 1896 aveva una popolazione di 105.793.

## Istituzione e soppressione
Fu costituito insieme alla provincia di Salerno, di cui era parte, dopo l'annessione del Regno delle Due Sicilie al Regno d'Italia nel 1861. I circondari erano stati istituiti come ente amministrativo subordinato alle province con la Legge Rattazzi (Regio Decreto n. 3702 del 23 ottobre 1859).
Il circondario di Campagna venne soppresso nel 1926 e il territorio assegnato al circondario di Salerno.

## Suddivisione in mandamenti

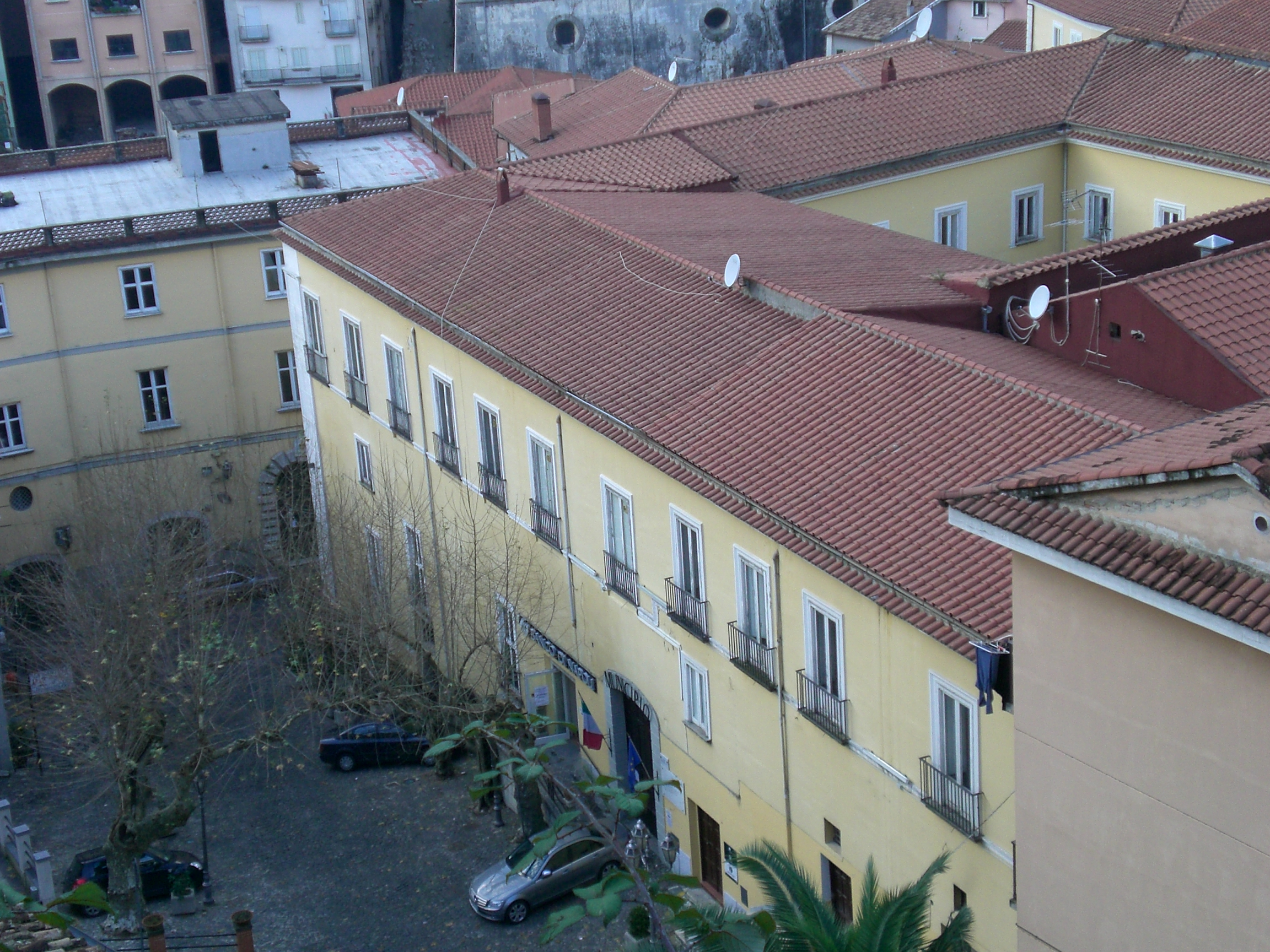
Il Palazzo municipale di Campagna, sede della sottoprefettura durante il Circondario.

Elenco dei mandamenti con relativi comuni:
- Mandamento di Campagna
Campagna
- Mandamento di Buccino
Buccino, Ricigliano, Romagnano al Monte, San Gregorio Magno
- Mandamento di Capaccio
Capaccio, Albanella, Altavilla Silentina, Giungano, Trentinara
- Mandamento di Contursi
Contursi, Oliveto Citra, Palomonte
- Mandamento di Eboli
Eboli[4]
- Mandamento di Laviano
Laviano, Castelnuovo di Conza, Colliano, Santomenna, Valva
- Mandamento di Postiglione
Postiglione, Controne, Galdo, Petina, Serre, Sicignano
- Mandamento di Rocca d'Aspide
Rocca d'Aspide, Castelcivita, Castel San Lorenzo, Felitto
- Mandamento di Sant'Angelo a Fasanella
Sant'Angelo a Fasanella, Aquara, Bellosguardo, Corleto Monforte, Ottati, Roscigno